# Comuna de Węgliniec
Węgliniec (polaco: Gmina Węgliniec) é uma gminy (comuna) na Polónia, na voivodia de Baixa Silésia e no condado de Zgorzelecki. A sede do condado é a cidade de Węgliniec.
De acordo com os censos de 2008, a comuna tem 8 845 habitantes, com uma densidade 26,1 hab/km².

## Área
Estende-se por uma área de 338,44 km², incluindo:
- área agricola: 9%
- área florestal: 82%

## Demografia
Dados de 30 de Junho 2004:
|                      | Total   | Total | Mulheres | Mulheres | Homens  | Homens |
| -------------------- | ------- | ----- | -------- | -------- | ------- | ------ |
|                      | pessoas | %     | pessoas  | %        | pessoas | %      |
| População            | 8845    | 100   | 4473     | 50,6     | 4372    | 49,4   |
| Densidade (pop./km²) | 26,1    | 100   | 13,2     | 13,2     | 12,9    | 12,9   |

De acordo com dados de 2002, o rendimento médio per capita ascendia a 1229,52 zł.

## Comunas vizinhas
- Gozdnica, Iłowa, Nowogrodziec, Osiecznica, Pieńsk, Przewóz